# Andrea Stagi

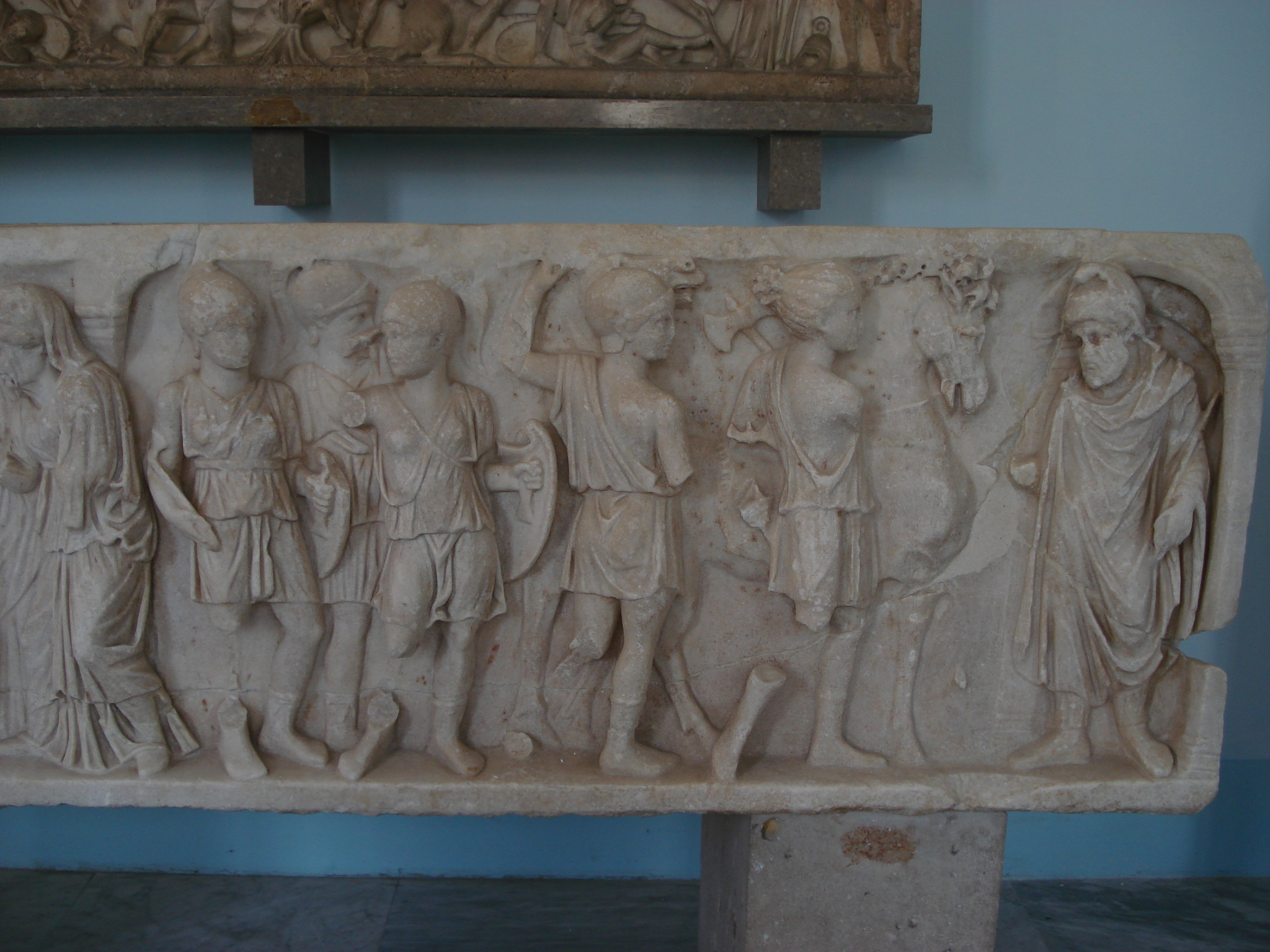
Sarcofago delle Amazzoni 170-180 d. C.

Andrea Stagi (fl. XV secolo) è stato un poeta italiano della seconda metà del Quattrocento, autore del poema Amazonida, l'unico nella letteratura italiana a trattare il mito delle Amazzoni.

## Biografia
Della vita di Andrea Stagi non si sa quasi nulla. I pochi dati che conosciamo li ricaviamo dalla sua opera. La sua origine si desume dall'intestazione nel frontespizio, la sua epoca dalla data di pubblicazione e  dal riferimento nel sesto canto del poema ad alcuni lirici del tardo Quattrocento. Nel proemio dice che si tratta della sua prima  opera. In un passo (VII, 63, 1-2) si ricorda la famiglia dei Trinci, che esercitarono la signoria su Foligno tra il XIV e il XV e questo ha fatto attribuire un qualche legame tra il poeta e il casato folignate, congettura assai labile se si pensa che il potere dei Trinci venne sanguinosamente abbattuto tra il 1439 e il 1441, mentre la prima edizione dell'Amazonida venne pubblicata a Venezia nel 1504. Pertanto lo Stagi potrebbe aver dimorato a Foligno solo dopo la caduta dei Trinci. Sicura è la sua origine anconitana, ma non ci è consentito sapere se e per quanto tempo visse nelle Marche. Da un punto di vista culturale resta rilevante perché è l'unico scrittore italiano ad aver composto un intero poema dedicato al mito delle Amazzoni.

## Opera
Dell'Amazonida esistono due edizioni, entrambe pubblicate a Venezia: la prima nel 1504, priva del nome dell'editore, la seconda posteriore al 1542, anno in cui inizia l'attività dell'editore Matteo Pagano. Tratta le guerre e le battaglie con cui le Amazzoni fondano e rafforzano il loro regno. Il poema è diviso in sette canti, che iniziano tutti con l'invocazione di una divinità classica. Nel primo si invoca la Musa senza specificarne il nome. Nei restanti canti lo Stagi si appella ai titolari dei pianeti del sistema tolemaico (rispettivamente: Mercurio, Venere, Sole, Marte, Giove e Saturno).

### Primo canto
Due sciti, Plino e Scolopito, esiliati dalla loro patria, fondano una nuova città presso il fiume Termodonte in Anatolia e vivono depredando i i popoli vicini, che alla fine si alleano e scatenano una guerra infliggendo gravissime perdite ai loro nemici. Le donne, rimaste senza uomini, imbracciano le armi e attaccano le terre confinanti. Il successo le esalta tanto che si risolvono di vivere senza il sesso maschile uccidendo tutti i sopravvissuti e instaurando una società di sole donne. Si uniscono saltuariamente con membri di territori vicini per garantirsi una discendenza. Allevano le donne e sopprimono i maschi che partoriscono. Si dedicano esclusivamente alla guerra e alla caccia bruciandosi il seno destro per non essere impacciate nell'uso delle armi. Martesia, eletta regina insieme a Lampedo, invade dapprima l'Europa e in seguito l'Asia conquistando vaste regioni. Uccisa in un combattimento viene sostituita dalla figlia Orizia. Ad essa, al risveglio da un sogno dove le è sembrato di scorgere una stella festeggiata da uomini e dei (Diana e Marte in particolar modo), viene annunciato che la sorella Antiope ha partorito una bambina, per la quale l'oroscopo preannuncia un futuro radioso. Viene chiamata Pentesilea e già a tredici anni si distingue per la sua singolare bellezza e per l'abilità nell'uso delle armi. Dopo l'incontro con un unicorno promette a Diana di rimanere vergine. Mentre lei e la regina Lampedo conducono una partita di caccia ai confini del regno d'Armenia, subiscono un attacco. Pentesilea dà prova del suo valore uccidendo il re armeno Claronso in uno scontro dove la regina Lampedo muore.

### Secondo canto
Il successore di Claronso Dario promette subito di vendicarsi. Scoppia una guerra tra i due popoli, nella quale le Amazzoni  vincono una prima battaglia sotto la guida di Orizia e una seconda grazie alle prodezze di Pentesilea, che uccide anche un mostruoso gigante sceso dal monte Pariante nel loro accampamento alla ricerca di preda. Intanto il re di Micene Euristeo invia una spedizione, guidata da Ercole e Teseo,  contro le Amazzoni, impegnate nella guerra con gli Armeni. I greci trovano una scarsa resistenza e catturano Melanippa e Ippolita, sorelle delle regine Orizia e Antiope. Melanippa, assegnata a Ercole, viene restituita dietro riscatto, mentre Ippolita viene sposata da Teseo. Antiope comunica quanto è avvenuto ad Orizia, che conclude la pace con i nemici e ritorna in patria.

### Terzo canto
Tornata in patria Orizia, per vendicarsi dei greci, stringe alleanze con il re di Tanai, con i troiani e il re di Scizia Sigillo, il quale, persuaso dall'ambasciatrice Livia, invia nel paese delle Amazzoni un esercito guidato dal figlio Penasagora. Quest'ultimo si innamora di Pentesilea e la chiede in sposa minacciando in caso contrario di rompere l'alleanza. Quindi non potendo soddisfare le sue voglie  ritorna in patria. La flotta delle Amazzoni viene sconfitta da quella greca. Le guerriere sopravvissute ritornano in Cappadocia, dove Orizia trova la sorella Antiope in fin di vita. Anche lei muore per il dolore della perdita e la vergogna della sconfitta; ma prima fa giurare la nipote Pentesilea di vendicarsi dei greci  e di Penasagora. Il canto si chiude con la celebrazione delle esequie delle due regine.

### Quarto canto
Il consiglio amazzonico delibera di nominare come unica regina Pentesilea, la quale come prima decisione stabilisce che nessuna donna possa concepire, pena la morte. L'immigrazione delle donne da altri paesi procurerà l'incremento demografico. Così, sciolte dalla sessualità, conseguiranno un'autentica libertà. Quindi la regina edifica enormi opere murarie, un castello situato in posizione strategica, un tempio dedicato a Diana e a Marte e un nuovo palazzo reale. Terminati i lavori stabilisce l'ideale di vita: la ricerca della virtù e della gloria, il disprezzo dell'ozio e della viltà. Infine si appresta a vendicarsi dei greci e degli sciti. Nel frattempo Penasagora muore, così si volge contro Teseo.

### Canto quinto
Le due flotte si scontrano tra Calcide di Eubea e l'isola di Andro. Mentre gli ateniesi stanno per avere la peggio Pentesilea sperona la nave di Teseo. A questo punto i primi abbandonano le imbarcazioni e raggiungono la terraferma; Teseo si salva salendo su un'altra nave. Le Amazzoni sbarcano e combattono sulla terraferma una battaglia che volge a loro favore. Il re ateniese invoca in soccorso Minerva, che si dichiara impotente contro Pentesilea e gli consiglia di mandarle quale ambasciatrice la moglie Ippolita, la quale convince la regina delle Amazzoni che il marito non le ha attaccate di propria iniziativa ma su ordine di Euristeo. La giustificazione è accettata e avviene la riappacificazione. Quindi le Amazzoni si volgono contro Euristeo i cui soldati  vengono ripetutamente sconfitti e il re deve subire un lungo assedio. Giunone invocata gli consiglia di concludere una pace. Solo Ercole potrebbe  sconfiggere Pentesilea, ma si trova lontano da Micene perché innamorato di Iole. Le trattative sono condotte da una donna micenea. Dopo essersi convinta che è stata Giunone a istigare Euristeo  a inviare Eracle e Teseo contro le Amazzoni la regina placa la propria ira e le donne guerriere lasciano il Peloponneso. Il canto si conclude con un trionfo celebrato in onore di Pentesilea.

### Canto sesto
Transitando dalla Beozia Pentesilea è accolta dalle Muse presso il monte Elicona. È Accompagnata da Urania, seguita da Apollo e da tutti i poeti celebri di lingua greca, latina e volgare. Presso la fonte Castalia trova un arco trionfale a lei dedicato con sopra un trono regale. Incontra le Virtù e tutte le altre Muse che si esibiscono dinnanzi a lei. Si susseguono canti encomiastici e racconti mitologici. La regina apprende la sua origine divina: la madre Antiope l'ha concepita con Marte. Scoppia un conflitto con le donne di Sciro che rappresentano l'antitesi delle Amazzoni: praticano l'ozio e la lussuria, si dedicano alla magia nera e non riconoscono nessuna divinità tranne Venere e Cupido. La Fama si precipita a Sciro per rivelare i propositi di Pentesilea. All'arrivo della flotta nemica le donne dell'isola, servendosi della magia nera, scatenano una tempesta. Ma a seguito all'intervento di Diana ed Eolo gli elementi si placano e le navi giungono indenni sulla terraferma. Una volta sbarcate le Amazzoni devono affrontare animali selvaggi che impugnano armi umane (si tratta di uomini ridotti in belve con le arti magiche) nonché i Giganti. Mettono in fuga gli uomini-belva e, grazie all'aiuto di Giove, sterminano i Giganti. A questo punto vengono invocate le Furie. Alla loro vista le Amazzoni si disperdono e Pentesilea le affronta da sola. Mette in fuga Megera e Aletto solo abbassando lo scudo e manifestando il suo aspetto; Tisifone resiste, ma, ferita alla testa da un colpo di espada si rifugia negli inferi. Le donne di Sciro si rinchiudono in città, ma, quando l'Amazzone Raspantina  riesce ad aprire una breccia nelle mura; abbandonano l'isola. Pentesilea entra nel palazzo regale, adornato da mitiche rappresentazioni erotiche, e, inorridita, ordina la sua immediata distruzione.

### Canto settimo
dopo aver fatto distruggere anche il tempio di Venere, Pentesilea pronuncia un discorso con cui celebra la superiorità della Virtù sulla Fortuna. Quindi le Amazzoni prendono il mare per ritornare in patria. Nel frattempo Marchesana, lasciata a governare il regno durante l'assenza della regina, organizza un trionfo per le reduci, durante il quale sfilano dinnanzi al popolo in festa le prede conquistate nel corso delle campagne militari. Il poema si conclude con l'accenno alla partecipazione di Pentesilea alla guerra di Troia, su cui l'autore è intenzionato a scrivere un altro poema. Viene preannunciata la morte dell'eroina con la trasformazione della sua anima in una stella e del suo corpo in celidonia, pianta che tramuta l'argento in oro, ringiovanisce e resuscita i morti.